# Olympische Sommerspiele 1936/Teilnehmer (Schweiz)
| Gelbes Symbol für Goldmedaillen mit stilisierten Olympischen Ringen | Graues Symbol für Silbermedaillen mit stilisierten Olympischen Ringen | Braundes Symbol für Bronzemedaillen mit stilisierten Olympischen Ringen |
| ------------------------------------------------------------------- | --------------------------------------------------------------------- | ----------------------------------------------------------------------- |
| 1                                                                   | 9                                                                     | 5                                                                       |

Die Schweiz nahm an den Olympischen Sommerspielen 1936 in Berlin mit einer Delegation von 174 Athleten teil.

## Teilnehmer nach Sportarten

### Basketball
- Herrenteam
9. Platz (3. Runde)
- Kader
Fernand Bergmann
Pierre Carlier
René Karlen
Georges Laederach
Raymond Lambercy
Jean Pare
Jean Pollet
Marcel Wuilleumier

### Boxen
- Walter van Bueren
Halbschwergewicht: 1. Runde
- Alfred Flury
Mittelgewicht: 1. Runde
- Walter Grieb
Weltergewicht: 2. Runde
- Karl Kummer
Bantamgewicht: 2. Runde
- Walter Marti
Schwergewicht: 2. Runde
- Robert Seidel
Leichtgewicht: 2. Runde
- Walter Siegfried
Fliegengewicht: 2. Runde
- Karl Zurflüh
Federgewicht: 1. Runde

### Fechten
- Constantin Antoniades
Florett, Mannschaft: 2. Runde
- Yvonne Bornand
Damen, Florett, Einzel: Vorrunde
- François Duret
Degen, Einzel: 2. Runde
- Michel Fauconnet
Florett, Einzel: 2. Runde
Florett, Mannschaft: 2. Runde
- Édouard Fitting
Florett, Mannschaft: 2. Runde
Degen, Mannschaft: Vorrunde
- Frédéric Fitting
Degen, Einzel: 3. Runde
Degen, Mannschaft: Vorrunde
- Charles Glasstetter
Säbel, Einzel: Vorrunde
Säbel, Mannschaft: Vorrunde
- Edmond Göldlin
Degen, Mannschaft: Vorrunde
- Paul de Graffenried
Degen, Mannschaft: Vorrunde
- Charles Hauert
Degen, Mannschaft: Vorrunde
- Jean Hauert
Degen, Einzel: Halbfinal
Degen, Mannschaft: Vorrunde
- Denise Kramer-Scholer
Damen, Florett, Einzel: 2. Runde
- Gottfried von Meiss
Florett, Einzel: 2. Runde
Florett, Mannschaft: 2. Runde
- Jean Rubli
Florett, Einzel: Vorrunde
Florett, Mannschaft: 2. Runde
- Alphonse Ruckstuhl
Säbel, Einzel: Vorrunde
Säbel, Mannschaft: Vorrunde
- Ingeborg Scheel
Damen, Florett, Einzel: 2. Runde
- Adolf Stocker
Säbel, Einzel: Vorrunde
Säbel, Mannschaft: Vorrunde
- Walter Widemann
Säbel, Mannschaft: Vorrunde

### Gewichtheben
- Albert Aeschmann
Mittelgewicht: 13. Platz
- Henri Blanc
Leichtgewicht: 14. Platz
- Pierre Cottier
Leichtschwergewicht: 13. Platz
- Ernst Fischer
Schwergewicht: 13. Platz
- Alois Rigert
Federgewicht: 14. Platz

### Handball
- Herrenteam
Bronze
- Kader
Max Bloesch
Rolf Fäs
Burkhard Gantenbein
Willy Gysi
Erland Herkenrath
Ernst Hufschmid
Willy Hufschmid
Werner Meyer
Georg Mischon
Willy Schäfer
Werner Scheurmann
Edy Schmid
Erich Schmitt
Eugen Seiterle
Max Streib
Robert Studer
Rudolf Wirz

### Hockey
- Herrenteam
5. Platz (Vorrunde)
- Kader
Roland Annen
René Courvoisier
Adolf Fehr
Konrad Fehr
Louis Gilliéron
Jean Gruner
Fridolin Kurmann
Charles Légeret
Giancarlo Luzzani
Walther Meier
Walter Scherrer
Roger Toffel
Ernst Tüscher

### Kanu
- Othmar Bach & Werner Zimmermann
Zweier-Kajak, 10'000 Meter: 6. Platz
- Emil Bottlang & Eugen Knoblauch
Zweier-Kajak (Faltboot), 10'000 Meter: 6. Platz
- Werner Klingelfuss & Rudolf Vilim
Zweier-Kajak, 1000 Meter: 5. Platz
- Bruno Lips
Einer-Kajak, 10'000 Meter: 7. Platz
- Hans Mooser
Einer-Kajak (Faltboot), 10'000 Meter: 6. Platz
- Hans Potthof
Einer-Kajak, 1000 Meter: Vorläufe

### Leichtathletik
- Adolf Aebersold
50 Kilometer Gehen: 15. Platz
- Max Beer
Marathon: 34. Platz
- Willy Bührer
Zehnkampf: DNF
- Fritz Dällenbach
Zehnkampf: 13. Platz
- Rudolf Eggenberg
Hochsprung: 12. Platz
- Franz Eha
Marathon: 39. Platz
- Armin Guhl
Zehnkampf: 6. Platz
- Paul Hänni
100 Meter: Halbfinal
200 Meter: 4. Platz
4 × 100 Meter: Vorläufe
- Albert Jud
400 Meter: Vorläufe
4 × 100 Meter: Vorläufe
- René Kunz
110 Meter Hürden: Vorläufe
- Bernard Marchand
100 Meter: Vorläufe
4 × 100 Meter: Vorläufe
- Paul Martin
800 Meter: Vorläufe
1500 Meter: Vorläufe
- Georges Meyer
4 × 100 Meter: Vorläufe
- Josef Neumann
Speerwurf: 22. Platz (Qualifikation)
- Karl Reiniger
50 Kilometer Gehen: 7. Platz
- Arthur Tell Schwab
50 Kilometer Gehen: Silber
- Fritz Seeger
100 Meter: Vorläufe
- Jean Studer
Weitsprung: in der Qualifikation ausgeschieden
- Gottfried Utiger
5000 Meter: Vorläufe

### Moderner Fünfkampf
- Hans Baumann
Einzel: DNF
- Willy Grundbacher
Einzel: 32. Platz
- Karl Wyss
Einzel: 11. Platz

### Radsport
- Edy Baumann
Einzelzeitfahren, 1000 Meter: 8. Platz
- Edgar Buchwalder
Strassenrennen, Einzel: 11. Platz
Strassenrennen, Mannschaft: Silber
- Karl Burkhart & Fritz Ganz
Tandem, Sprint, 2000 Meter: 9. Platz
- Ernst Fuhrimann, Albert Kägi, Walter Richli, Werner Wägelin
Mannschaftsverfolgung: 6. Platz
- Ernst Nievergelt
Strassenrennen, Einzel: Bronze 
Strassenrennen, Mannschaft: Silber
- Kurt Ott
Strassenrennen, Einzel: 14. Platz
Strassenrennen, Mannschaft: Silber
- Werner Wägelin
Sprint: 5. Platz
- Gottlieb Weber
Strassenrennen, Einzel: 16. Platz
Strassenrennen, Mannschaft: Silber

### Reiten
- Jörg Fehr
Springen, Einzel: 30. Platz
Springen, Mannschaft: 5. Platz
- Hans Iklé
Springen, Einzel: 31. Platz
Springen, Mannschaft: 5. Platz
- Pierre Mange
Vielseitigkeit, Einzel: disqualifiziert
Vielseitigkeit, Mannschaft: DNF
- Arnold Mettler
Springen, Einzel: 11. Platz
Springen, Mannschaft: 5. Platz
- Hans Moser
Dressur, Einzel: 22. Platz
Vielseitigkeit, Einzel: 22. Platz
Vielseitigkeit, Mannschaft: DNF
- Mario Mylius
Vielseitigkeit, Einzel: 8. Platz
Vielseitigkeit, Mannschaft: DNF

### Ringen
- Willy Angst
Weltergewicht, Freistil: 5. Platz
- Georg Argast
Halbschwergewicht, griechisch-römisch: 2. Runde
- Gottfried Arn
Leichtgewicht, Freistil: 2. Runde
- Werner Bürki
Schwergewicht, Freistil: 6. Platz
- Franz Christen
Bantamgewicht, griechisch-römisch: 2. Runde
- Paul Dätwyler
Halbschwergewicht, Freistil: 4. Platz
- Cesar Gaudard
Bantamgewicht, Freistil: 3. Runde
- Ernest Gogel
Mittelgewicht, griechisch-römisch: 2. Runde
- Oskar Holinger
Leichtgewicht, griechisch-römisch: 3. Runde
- Ernst Krebs
Mittelgewicht, Freistil: 4. Platz
- Ernst Lehmann
Federgewicht, griechisch-römisch: 2. Runde
- Adolf Rieder
Weltergewicht, griechisch-römisch: 3. Runde
- Werner Spycher
Federgewicht, Freistil: 2. Runde

### Rudern
- Ernst Rufli
Einer: 5. Platz
- Kurt Haas & Eugen Studach
Doppelzweier: Halbfinal
- Wilhelm Klopfer & Karl Müller
Zweier ohne Steuermann: 5. Platz
- Hans Appenzeller, Georges Gschwind & Rolf Spring
Zweier mit Steuermann: 5. Platz
- Hermann Betschart, Alex Homberger, Hans Homberger & Karl Schmid
Vierer ohne Steuermann: Bronze
- Hermann Betschart, Alex Homberger, Hans Homberger, Karl Schmid & Rolf Spring
Vierer mit Steuermann: Silber
- Hermann Betschart, Fritz Feldmann (Ruderer), Alex Homberger, Hans Homberger, Rudolf Homberger, Oskar Neuenschwander, Karl Schmid, Werner Schweizer & Rolf Spring
Achter mit Steuermann: 6. Platz

### Schwimmen
- Hans Brenner
Herren, 400 Meter Freistil: Vorläufe
- Werner Lehmann
Herren, 400 Meter Freistil: Vorläufe
- Tenny Wyss
Damen, 200 Meter Brust: Vorläufe
- Roger Zirilli
Herren, 100 Meter Freistil: Vorläufe

### Segeln
- Willy Pieper
O-Jolle (O/G 316 «Köln»): 8. Platz
- André Firmenich, Frédéric Firmenich, Georges Firmenich, Alexandre Gelbert & Louis Noverraz
6-Meter-Klasse: disqualifiziert

### Turnen
- Walter Bach
Einzelmehrkampf: 11. Platz
Mannschaftsmehrkampf: Silber 
Boden: 20. Platz
Pferdsprung: 4. Platz
Barren: 6. Platz
Reck: 23. Platz
Ringe: 55. Platz
Seitpferd: 5. Platz
- Albert Bachmann
Einzelmehrkampf: 13. Platz
Mannschaftsmehrkampf: Silber 
Boden: 18. Platz
Pferdsprung: 15. Platz
Barren: 13. Platz
Reck: 42. Platz
Ringe: 29. Platz
Seitpferd: Bronze
- Walter Beck
Einzelmehrkampf: 22. Platz
Mannschaftsmehrkampf: Silber 
Boden: 13. Platz
Pferdsprung: 5. Platz
Barren: 23. Platz
Reck: 28. Platz
Ringe: 62. Platz
Seitpferd: 48. Platz
- Eugen Mack
Einzelmehrkampf: Silber 
Mannschaftsmehrkampf: Silber 
Boden: Bronze 
Pferdsprung: Silber 
Barren: 5. Platz
Reck: 9. Platz
Ringe: 13. Platz
Seitpferd: Silber
- Georges Miez
Einzelmehrkampf: 14. Platz
Mannschaftsmehrkampf: Silber 
Boden: Gold 
Pferdsprung: 8. Platz
Barren: 27. Platz
Reck: 20. Platz
Ringe: 64. Platz
Seitpferd: 11. Platz
- Michael Reusch
Einzelmehrkampf: 5. Platz
Mannschaftsmehrkampf: Silber 
Boden: 22. Platz
Pferdsprung: 7. Platz
Barren: Silber
Reck: 18. Platz
Ringe: 6. Platz
Seitpferd: 7. Platz
- Eduard Steinemann
Einzelmehrkampf: 10. Platz
Mannschaftsmehrkampf: Silber 
Boden: 15. Platz
Pferdsprung: 10. Platz
Barren: 8. Platz
Reck: 11. Platz
Ringe: 31. Platz
Seitpferd: 18. Platz
- Josef Walter
Einzelmehrkampf: 21. Platz
Mannschaftsmehrkampf: Silber 
Boden: Silber 
Pferdsprung: 8. Platz
Barren: 14. Platz
Reck: 47. Platz
Ringe: 71. Platz
Seitpferd: 32. Platz

### Wasserball
- Herrenteam
9. Platz (Vorrunde)
- Kader
Ferdy Denzler
Jean Gysel
Werner Kopp
Heinz Meier
Robert Mermoud
Benjamin Vessaz
Robert Wyss
Roger Zirilli

### Wasserspringen
- Frédéric Boeni
Herren, Kunstspringen: 21. Platz
- Max Happle
Herren, Kunstspringen: 23. Platz
- Annie Villiger
Damen, Kunstspringen: 14. Platz

## Sonstiges
Zu den regulären Medaillen kommen noch folgende weitere Auszeichnungen hinzu:
- Günter und Hettie Dyhrenfurth erhielten den Prix olympique d’alpinisme für ihre beiden Himalaya-Expeditionen.
- Alex Walter Diggelmann gewann bei den Kunstwettbewerben eine Goldmedaille.
- Bei diesen Olympischen Sommerspielen fand einmalig ein Demonstrationswettbewerb im Segelfliegen statt. Der Schweizer Hermann Schreiber gewann die Goldmedaille.